# Pancrace Bessa

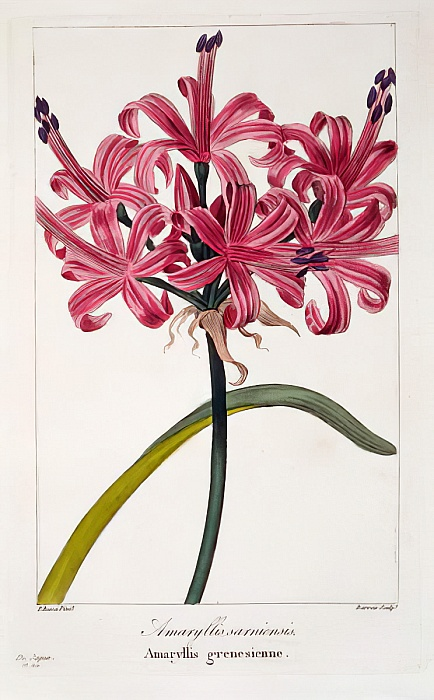
Amaryllis sarniensis, 1836

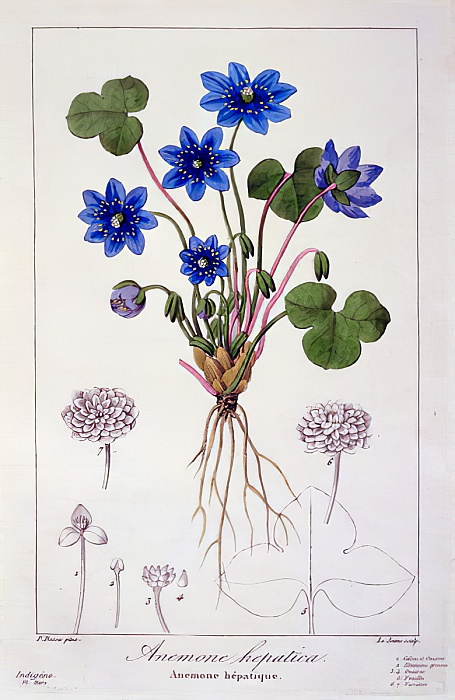
Hepatica nobilis

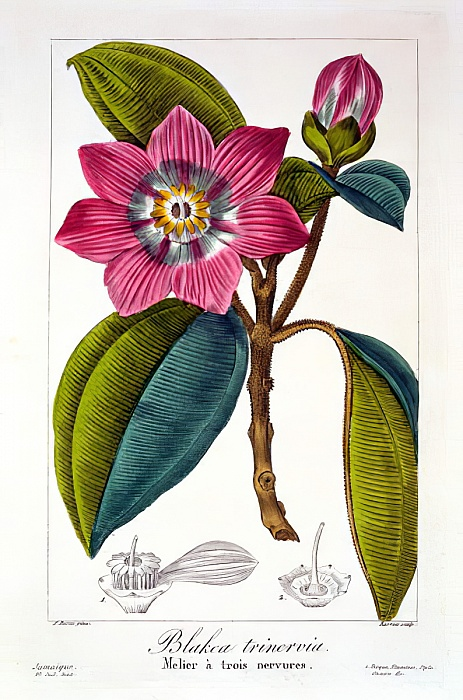
Melier

Pancrace Bessa (* 1. Januar 1772 in Paris, Frankreich; † 11. Juni 1846 in Écouen, Frankreich) war ein französischer Künstler und Illustrator, der sich auf naturwissenschaftliche Darstellungen, insbesondere von Pflanzen, spezialisiert hatte.

## Leben
Pancrace Bessa studierte am Muséum National d'Histoire Naturelle in Paris, gemeinhin auch bekannt als Jardin des Plantes. Seine wichtigsten Einflüsse während des Studiums waren die bedeutenden Pflanzenmaler Gerard van Spaendonck und Pierre-Joseph Redouté. Bei Letzterem hat Bessa vermutlich studiert. Bessa wurde als peintre des fleurs (dt.: Maler der Blumen) angestellt, um seltene Pflanzen für die Sammlung von Vélins zu porträtieren. Vélins oder eingedeutscht Vellum ist ein besonders hochwertiges Pergament aus der Haut von Kälbern, das ab Mitte des 17. Jahrhunderts für solche Illustrationen benutzt wurde – ursprünglich für Gaston de Bourbon, duc d’Orléans, was dann zunächst von Ludwig XIV. übernommen wurde und dann zum Standard für den Jardin du Roi wurde, den man 1793 in Muséum National d'Histoire Naturelle umbenannte. Das Muséum National d'Histoire Naturelle mit seinen renommierten Wissenschaftler und Illustratoren war international als wichtiges naturhistorisches Forschungszentrum anerkannt.
Begründet auf seiner Verbindung zum Muséum National d'Histoire Naturelle illustrierte Bessa zahlreiche botanische Publikationen und arbeitete für die wichtigsten französischen Botaniker, Gartenbauer und Landwirte seiner Zeit. Bessa war nicht selten der Erste, der neuentdeckte Pflanzenspezies von Früchten über Bäume bis hin zu Blumen aus Amerika, Asien, Afrika und Australien bildlich festhielt. Dies tat er sowohl alleine wie auch in Zusammenarbeit mit anderen Künstlern, zu denen auch sein Lehrer Pierre-Joseph Redouté zählte. So war Bessa Teil einer Bewegung, die Frankreich eine Vorrangstellung im Bereich der botanischen Malerei einbrachte. Zu dieser Bewegung zählten neben Bessa und Redouté auch Jean-Louis Prévost, Lancelot-Théodore Turpin de Crissé und Madame Vincent. Viele der Gemälde Bessas wurden mit der Technik der Punktgravur, einer Gravurtechnik, die Bessa selbst in dieser Form entwickelt hatte, vervielfältigt. Seine Werke erschienen so zwischen 1810 und 1826 auch in einer der wichtigsten Fachzeitschriften seiner Zeit: Mordant de Launays Herbier Général de l'Amateur. Hier wurden insgesamt 572 Bilder veröffentlicht, die im Original mit Wasserfarbe auf Vellum angefertigt worden waren und Pflanzen zeigten, die in den Gärten Paris’ wuchsen.
Eine wichtige Förderin Bessas war Maria Karolina von Neapel-Sizilien, die Herzogin von Berry, Schwiegertochter Karls X. Ab 1816 weitete sie ihre Gönnerschaft weiter aus, was dazu führte, dass Bessa persönlich der herzoglichen Familie, insbesondere der Herzogin selbst, Kunstunterricht erteilte. Der französische König Karl X. kaufte 1826, zwei Jahre nach seiner Krönung, alle Originale der in der Herbier Général de l'Amateur veröffentlichten Bilder auf. Durch die Schwester der Herzogin von Berry, die zweite Kaiserin von Brasilien, die Leiter des Botanischen Gartens von Rio de Janeiro und der der Tochter eines der Direktoren traten die Bilder Bessas dann die Reise von Frankreich nach Brasilien an.
Von 1823 bis zu seinem Tod 1846 arbeitete Bessa zudem für die Velins du Roi, die königliche Sammlung von Bildern mit Wasserfarbe auf Vellum. Bessas letzte Arbeit, Flore des Jardiniers, wurde 1836 der Öffentlichkeit zugänglich gemacht.

## Werk
Im goldenen Zeitalter der naturhistorischen Wissenschaften erreichten viele neuentdeckte Pflanzenarten Frankreich und mussten klassifiziert und katalogisiert werden. Zu dieser Dokumentation gehörten auch detaillierte Illustrationen. Pancrace Bessa malte Illustrationen von Pflanzen und vereinzelt auch Tieren für einige der bedeutendsten Sammlungen des frühen 19. Jahrhunderts. Die Bilder Bessas haben einen enorm hohen Ikonizitätsgrad und zeichnen sich durch eine fast fotorealistische Detailtreue und Plastizität aus. Ferner nutzt Bessa vorwiegend eine kräftige, strahlende Gegenstandsfarbe. Die Bilder sind also wahrlich mustergültige Beispiele für naturwissenschaftliche Illustrationen.
Bessas Werk ist unglaublich umfangreich und umfasst viele Hundert Bilder. Allein für die Herbier Général de l'Amateur fertigte Bessa 572 Bilder von Pflanzen an. Die meisten der heute noch erhaltenen Werke Bessas sind handkolorierte Gravuren und die mit Wasserfarbe auf Vellum angefertigten Bilder. Obgleich der Schwerpunkt von Bessas Schaffen auf Pflanzenillustrationen lag, die er im Jardin des Plantes und für die Herbier Général de l'Amateur anfertigte, malte er vereinzelt auch Tiere. So sind etwa farbige Stiche eines Kängurus und eines Raben erhalten. Wenn Bessa Tiere malte, lag der Fokus jedoch vor allem auf Insekten, primär Schmetterlingen.